# Beladice
Beladice es un municipio del distrito de Zlaté Moravce en la región de Nitra, Eslovaquia, con una población estimada a final del año 2024 de 1768 habitantes.
Se encuentra ubicado al noreste de la región, a unos 120 km al este de Bratislava, cerca de la autopista R1 y de la frontera con las regiones de Banská Bystrica y Trenčín.

## Referencias

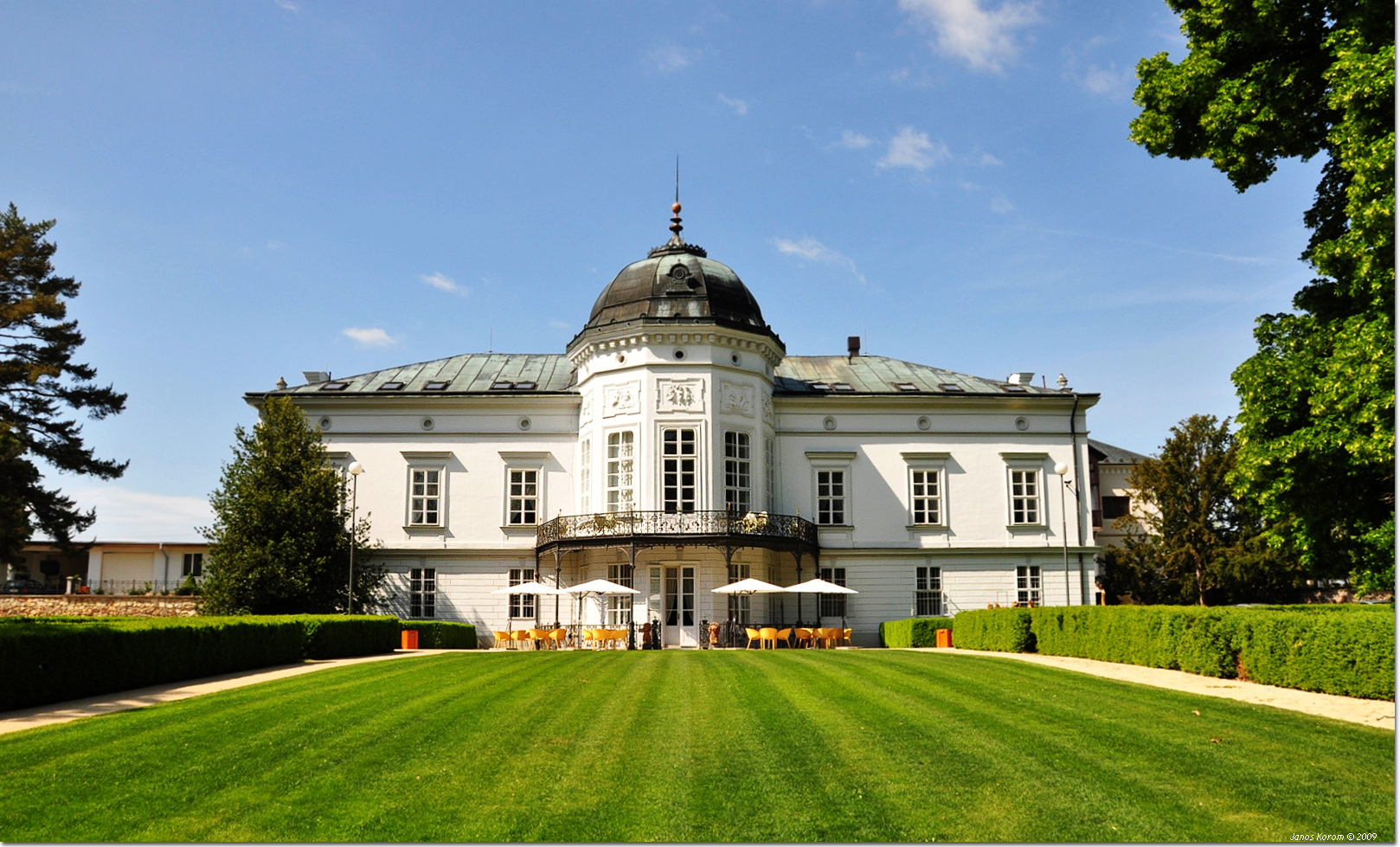
Castillo del Hotel Tartuf de Beladice.

## Demografía
| Año        | 1994 | 2004    | 2014    | 2024     |
| ---------- | ---- | ------- | ------- | -------- |
| Población  | 1544 | 1519    | 1603    | 1768     |
| Diferencia |      | −1,61 % | +5,52 % | +10,29 % |

| Año        | 2023 | 2024    |
| ---------- | ---- | ------- |
| Población  | 1723 | 1768    |
| Diferencia |      | +2,61 % |